# Moundville (Alabama)
Moundville ist eine Town im Bundesstaat Alabama, deren Gemeindegebiet sich auf das Hale County und das Tuscaloosa County verteilt. Das U.S. Census Bureau hat bei der Volkszählung 2020 eine Einwohnerzahl von 3.024 ermittelt.

## Demographie
Zum Zeitpunkt des United States Census 2000 bewohnten Moundville 1809 Personen. Die Bevölkerungsdichte betrug 177,3 Personen pro km². Es gab 780 Wohneinheiten, durchschnittlich 76,4 pro km². Die Bevölkerung Moundvilles bestand zu 61,30 % aus Weißen, 35,16 % Schwarzen oder African American, 0,66 % Native American, 0,94 % Asian, 0,83 % gaben an, anderen Rassen anzugehören und 1,11 % nannten zwei oder mehr Rassen. 1,55 % der Bevölkerung erklärten, Hispanos oder Latinos jeglicher Rasse zu sein.
Die Bewohner Moundvilles verteilten sich auf 688 Haushalte, von denen in 35,9 % Kinder unter 18 Jahren lebten. 45,3 % der Haushalte stellten Verheiratete, 19,0 % hatten einen weiblichen Haushaltsvorstand ohne Ehemann und 30,4 % bildeten keine Familien. 27,6 % der Haushalte bestanden aus Einzelpersonen und in 10,9 % aller Haushalte lebte jemand im Alter von 65 Jahren oder mehr alleine. Die durchschnittliche Haushaltsgröße betrug 2,53 und die durchschnittliche Familiengröße 3,08 Personen.
Die Bevölkerung verteilte sich auf 26,3 % Minderjährige, 9,8 % 18–24-Jährige, 27,7 % 25–44-Jährige, 20,7 % 45–64-Jährige und 15,5 % im Alter von 65 Jahren oder mehr. Das Durchschnittsalter betrug 36 Jahre. Auf jeweils 100 Frauen entfielen 90,4 Männer. Bei den über 18-Jährigen entfielen auf 100 Frauen 83,4 Männer.
Das mittlere Haushaltseinkommen in Moundville betrug 31.944 US-Dollar und das mittlere Familieneinkommen erreichte die Höhe von 35.719 US-Dollar. Das Durchschnittseinkommen der Männer betrug 30.625 US-Dollar, gegenüber 25.231 US-Dollar bei den Frauen. Das Pro-Kopf-Einkommen in Moundville war 13.014 US-Dollar. 20,9 % der Bevölkerung und 21,2 % der Familien hatten ein Einkommen unterhalb der Armutsgrenze, davon waren 24,6 % der Minderjährigen und 16,7 % der Altersgruppe 65 Jahre und mehr betroffen.

## Moundville Archaeological Park
Der Moundville Archaeological Park erhielt am 19. Juli 1964  den Status eines National Historic Landmarks. Im Oktober 1966 wurde der Park als Stätte in das National Register of Historic Places eingetragen. Hier befinden sich 26 Grabhügel und andere Artefakte aus der Zeit der Mississippi-Kultur zwischen dem 11. und 14. Jahrhundert, die vor 800 Jahren die größte Stadt Nordamerikas war.